# Eschweilera calyculata
Eschweilera calyculata là một loài thực vật có hoa trong họ Lecythidaceae. Loài này được Pittier mô tả khoa học đầu tiên năm 1908.